# Regina (groupe)
Pour les articles homonymes, voir Régina (homonymie).
Regina est un groupe de rock fondé en 1990 à Sarajevo, en Bosnie-Herzégovine, alors Yougoslavie. Trois de ses membres, Aleksandar, Bojan et Denis, commencèrent en créant un groupe dans leur garage. Ils mirent un certain temps avant de trouver leur chanteur leader puis choisirent finalement Davor Ebner. Une fois le groupe créé, ils eurent du succès dans toute la Yougoslavie. Leur principale source d'inspiration est le groupe irlandais U2. Le compositeur du groupe est Aleksandar Čović. 
Lorsque la guerre civile éclata en Bosnie, les membres serbes du groupe émigrèrent à Belgrade, où Regina continua sa carrière jusqu'en 2000. Puis Aleksandar commença une carrière solo, comme Aco Regina. Enfin, en 2006, le groupe se réunifia avec ses membres originels et fit une apparition dans un festival de radio serbe organisé par Radio S.
Le 12 janvier 2009, le groupe fut choisi pour représenter la Bosnie au Concours Eurovision de la chanson 2009, à Moscou, avec la chanson Bistra Voda, qui termina à la neuvième place.

## Albums
- Regina (1990)
- Ljubav nije za nas (1991)
- Oteto od zaborava (1994)
- Pogledaj u nebo (1995)
- Godine lete (1995)
- Ja nisam kao drugi (1997)
- Kad zatvorim oči (1999)
- Devedesete (2000)
- Sve mogu ja (2006)
- Vrijeme je (2009)
- Kad poludimo (2011)
- U srcu (2017)